# Sapo (Bougnounou)
Pour les articles homonymes, voir Sapo.
Ne doit pas être confondu avec Sapo (Tô).
Sapo est une commune rurale située dans le département de Bougnounou de la province du Ziro dans la région Centre-Ouest au Burkina Faso.

## Éducation et santé
Sapo accueille un centre de santé et de promotion sociale (CSPS) tandis que le centre médical avec antenne chirurgicale (CMA) de la province se trouve à Léo.